# 2009 au Salvador
Cet article présente les faits marquants de l'année 2009 au Salvador.

## Évènements
- Dimanche 15 mars 2009 : Le candidat de la gauche, Mauricio Funes, journaliste de télévision et correspondant de la station américaine CNN, remporte l'élection présidentielle, avec plus de 51 % des suffrages, mettant fin à vingt ans de règne de la droite. Le candidat de la droite, Rodrigo Avila, un ancien chef de la police, a reconnu sa défaite, affirmant que son parti « ferait une opposition vigilante et constructive ». L'ancien président Elias Antonio Saca, ne pouvait pas se représenter car la Constitution interdit deux mandats successifs.

- Lundi 1er juin 2009 :
  - Investiture du nouveau président, Mauricio Funes (49 ans), ancien journaliste et premier président de gauche depuis 20 ans. Il a pour vice-président Salvador Sanchez Ceren, ancien chef militaire de la guérilla.
  - Le premier geste diplomatique du nouveau président, Mauricio Funes, a été de rétablir immédiatement les relations diplomatiques avec Cuba, rompues après l'arrivée au pouvoir de Fidel Castro en 1959. Le Salvador demeurait le seul pays d'Amérique centrale à ne pas avoir rétabli ces relations, depuis que le Costa Rica avait renoué avec La Havane en mars dernier.

- Lundi 8 juin 2009 : Le ministère de la Santé annonce 69 cas avérés infectés par la grippe H1N1 estimant qu'« il est nécessaire de renforcer la mise en œuvre des mesures de prévention ».

- Mardi 23 juin 2009 : 10 personnes dont 4 ressortissants français sont arrêtés pour une escroquerie immobilière présumée. L'affaire porterait sur environ 570 plaintes de victimes d'escroqueries à l'achat de terrains à bâtir depuis 7 ans.

- Mercredi 1er juillet 2009 : Premier cas mortel de grippe H1N1 sur un enfant de 9 ans. 277 autres personnes ont été avérées contaminées depuis le début de la pandémie au Salvador.